# 1933 au cinéma
| Années du cinéma : 1930 - 1931 - 1932 - 1933 - 1934 - 1935 - 1936    |
| Décennies du cinéma : 1900 - 1910 - 1920 - 1930 - 1940 - 1950 - 1960 |

Cet article présente les faits marquants de l'année 1933 au cinéma.

## Événements
- 10 janvier, France : Cinémathèque nationale.
- 10 mars, États-Unis : Le nageur américain Buster Crabbe débute au cinéma dans Kaspa, fils de la brousse.
- 28 mars : Fritz Lang refuse de devenir le metteur en scène officiel du régime nazi et quitte l’Allemagne pour Paris.
- 6 juin : ouverture du premier cinéma « drive in » à Camden  dans le New Jersey, pouvant accueillir 4 000 automobiles en plein air.

## Principaux films de l'année
- 42e Rue comédie musicale de Lloyd Bacon avec Ruby Keeler, Dick Powell et Warner Baxter.
- Carioca (Flying down to Rio) de Thornton Freeland avec Ginger Rogers et Fred Astaire (22 décembre à Hollywood)
- Ceux de la zone (A man's castle)  de Frank Borzage avec Spencer Tracy et Loretta Young
- Kaspa, fils de la brousse (King of the Jungle) d'H. Bruce Humberstone et Max Marcin avec Buster Crabbe
- King Kong : film fantastique américain de Merian C. Cooper et Ernest B. Schoedsack avec Fay Wray et Robert Armstrong (2 mars à New York)
- L'Homme invisible : film fantastique américain de James Whale avec Claude Rains, Gloria Stuart, William Harrigan.
- L'Île du docteur Moreau (Island of Lost Souls) d'Erle C. Kenton avec Charles Laughton
- Lady Lou (She Done him wrong) de Lowell Sherman avec Mae West (9 février à New York)
- La Belle de Saïgon (Red dust) de Victor Fleming avec Jean Harlow et Clark Gable (4 mai)
- La Reine Christine de Rouben Mamoulian avec Greta Garbo
- La Soupe au canard de Leo McCarey avec les Marx Brothers et Margaret Dumont (22 octobre).
- Terre sans pain de Luis Buñuel
- La Tête d'un homme, film de Julien Duvivier.
- La Vie privée d'Henry VIII d'Alexander Korda avec Charles Laughton (17 août à Londres).
- Le Petit Jouet (Xiao wanyi) drame de Sun Yu (Chine).
- Les Faubourgs de New York (The bowery) de Raoul Walsh avec Wallace Beery et George Raft (4 octobre à New York)
- Quatorze juillet de René Clair.
- les Quatre Filles du docteur March (Little women) : drame américain de George Cukor avec Katharine Hepburn, Joan Bennett, Paul Lukas.
- Le Testament du docteur Mabuse, film de Fritz Lang (avril).
- Prologue (Footlight Parade) de Lloyd Bacon avec James Cagney
- Chercheuses d'or 1933 (Gold Diggers Of 1933) de Mervyn LeRoy
- Pour être aimé drame de Jacques Tourneur avec Pierre Richard-Willm, Suzy Vernon et Marguerite Moreno.
- Victoire de l’espoir, film de Leni Riefenstahl (2 décembre).
- Zéro de conduite comédie dramatique de Jean Vigo avec Louis Lefebvre, Jean Dasté et Gérard de Bédarieux, interdit par la censure (7 avril).
- La Porteuse de pain de René Sti

## Récompenses et distinctions

### Oscars
- Meilleur film : Cavalcade de Frank Lloyd (États-Unis)
- Meilleur acteur : Charles Laughton, la Vie privée d'Henry VIII (The Private Life of Henry VIII)
- Meilleure actrice : Katharine Hepburn, Morning Glory
- Meilleur réalisateur : Frank Lloyd, Cavalcade

## Principales naissances
- 17 janvier : Dalida († 3 mai 1987)
- 29 janvier : Françoise Brion
- 4 février : Madhubala († 23 février 1969).
- 12 février : Costa-Gavras (Konstantinos Gavras, dit)
- 14 mars : Michael Caine
- 22 mars : May Britt
- 30 mars : Jean-Claude Brialy († 30 mai 2007).
- 9 avril : Jean-Paul Belmondo († 6 septembre 2021)
- 20 juin : Danny Aiello (mort 12 décembre 2019)
- 18 juillet : Jean Yanne († 23 mai 2003).
- 18 août : Roman Polanski
- 15 novembre : Gloria Foster († 29 septembre 2001).
- 22 novembre : Rasim Ojagov († 11 juillet 2006).

## Principaux décès
- 11 mai : John G. Adolfi, réalisateur et producteur américain.
- 5 octobre : Renée Adorée, actrice française.